# Joe Dirt 2
Joe Dirt 2: Beautiful Loser es una película de comedia estadounidense del 2015, dirigida por Fred Wolf y escrita por Wolf y David Spade Es la secuela de la película de 2001 Joe Dirt. La estrella de cine David Spade retoma su papel como Joe Dirt, además vuelven al elenco Brittany Daniel, Dennis Miller, Adam Beach, Christopher Walken, Mark McGrath y Patrick Warburton. La película se estrenó en Crackle el 16 de julio de 2015.

## Argumento
Joe Dirt se embarca en un viaje épico a través del pasado reciente, en el corazón de América, y en su propia mente para volver a sus seres queridos.

## Elenco
- David Spade como Joe Dirt.
- Brittany Daniel como Brandy.
- Dennis Miller como Zander Kelly.[1]
- Adam Beach como Kickin' Ala.
- Christopher Walken como Anthony Benedetti/Clem Doore/Gert B. Frobe
- Mark McGrath como Jimmy.
- Patrick Warburton como Foggle/Ángel de Guardián.
- Charlotte McKinney como Missy.
- Colt Ford como Colt Ford.
- Dallas Taylor como Lucky Louie.

## Producción
En los años posteriores a la original, David Spade comenzó a recibir ofertas, tanto el presidente de UFC, Dana White, y Kid Rock para ayudar a financiar una secuela. En última instancia fue Sony quien recogió el proyecto después de darse cuenta de que la película se convirtió en un tema de tendencia que siempre llegó a la televisión y sintió que ayudaría a construir su plataforma de Crackle. El primer indicio público de una secuela llegó el 30 de abril de 2014, David Spade reveló en una pregunta de Reddit que había escrito una secuela de Joe Dirt para Crackle, diciendo:
"Escribimos una secuela, y podemos terminar haciéndola para Crackle.com, porque quieren que sea la primera dirección de la plataforma para hacer una secuela de una película. Debido a que Sony los posee, y es una película de Sony. Estamos tratando de encontrar una manera de arreglar el asunto el presupuesto, pero realmente quiero hacerlo. Y mantenerlo bien. "
El 10 de octubre de 2014, se anunció que Fred Wolf dirigiría la película, el rodaje empezaría en noviembre de 2014. La fotografía principal fue tomada el 17 de noviembre de 2014. El 13 de enero de 2015, se anunció que Christopher Walken, Dennis Miller, Brittany Daniel y Adam Beach volverán todos a repetir sus papeles de la primera película, junto a los recién llegados de Mark McGrath y Patrick Warburton.

## Estreno
La película se estrenó en Crackle en 16 de julio de 2015. En los primeros cinco días de la película, ya se había sido visto un millón de veces y había acumulado más de 2 millones de visitas al 4 de agosto de 2015, por lo que es la película original más vista en Crackle. Con base en el precio promedio de los boletos, Sony afirma que el número de audiencia en las salas de taquilla fue de $ 16 millones.

## Recepción
Joe Dirt 2: Beautiful Loser ha recibido críticas negativas . El sitio web de opinión Rotten Tomatoes reportó un índice de aprobación del 0%, basado en 8 críticas, con un promedio de calificación de 1.2 / 10.